# Étienne-Gaspard Robert

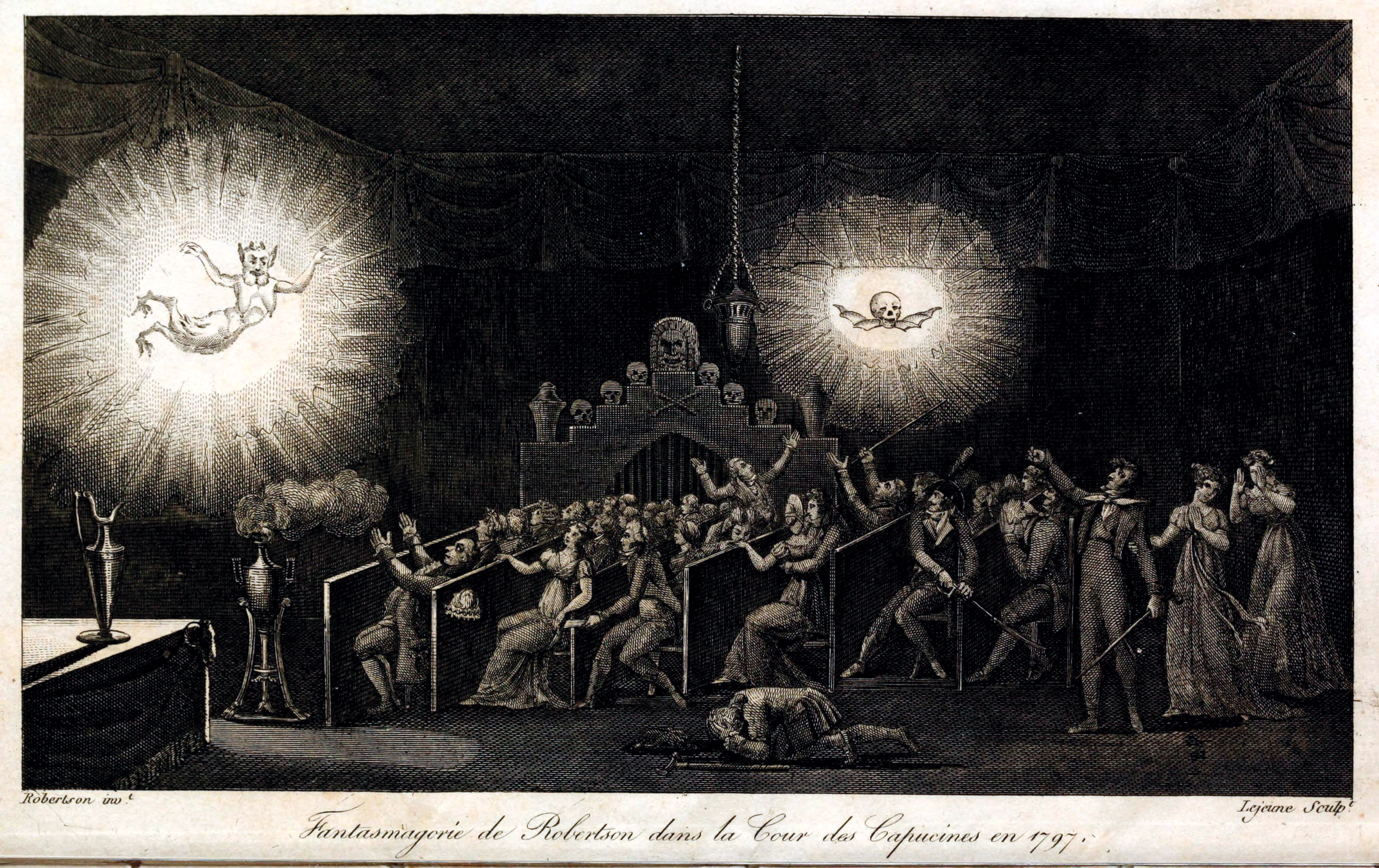
Fantasmagoria Robertsona

Étienne-Gaspard Robert, znany również jako Robertson (ur. 15 czerwca 1763 w Liège, zm. 2 lipca 1837 w Batignolles, dzisiaj dzielnica Paryża) – belgijski fizyk i iluzjonista, wynalazca fanatyskopu (ruchoma odmiana latarni magicznej, mogąca wyświetlać nie tylko slajdy, ale też powiększone obrazy umieszczonych wewnątrz siebie przedmiotów), autor licznych fantasmagorii. 

## Życiorys
Od 1797 roku wystawiał w Paryżu fantasmagorie wraz ze swoim asystentem, znanym jako Fritz James, wykorzystujące działanie fanatyskopów, luster i liczne efekty dźwiękowe (m.in. krzyki, dźwięki błyskawic, dzwonów, muzykę itp.) oraz maski, lalki, żywych aktorów i inne efekty sceniczne (np. dym). Ponadto Robertsonowi udało się uzyskać duży realizm prezentowanych przez siebie obrazów, dzięki synchronizacji ruchu fanatyskopu z ustawieniami soczewki, dzięki czemu obraz przez cały czas zachowywał ostrość. Fantasmagorie Robertsona miały wywołać przerażenie odbiorców, a ich scenariusze opowiadały m.in. o przygotowaniach do sabatu czarownic, wiedźmach z Makbeta, kuszeniu świętego Antoniego, ożywianiu zmarłych czy o tematach patriotycznych (np. upadek Robespierre'a) itp. Pojawiały się w nich postacie sławnych zmarłych, jak np. Wilhelm Tell czy Wolter.
Swoje fantasmagorie Robertson prezentował m.in. w Niemczech, Hiszpanii, Rosji i Włoszech. 
W 1830 opublikował swoje wspomnienia (Mémoires Réeréatifs, Scientifiques et Anecdotiques du Physicien Aéronaute), w których całkowicie wyjaśnił sposób działania swoich fantasmagorii.